# Mees Kees (film)
Mees Kees is een Nederlandse familiefilm uit 2012, geregisseerd door Barbara Bredero. Het is een verfilming van de eerste twee boeken uit de boekenreeks Mees Kees van Mirjam Oldenhave waarvoor het scenario werd geschreven door Tijs van Marle. De film verscheen na de première op het Nederlands Film Festival op 3 oktober 2012 in de Nederlandse bioscopen en werd door ongeveer 600.000 mensen bezocht. Het vervolg is Mees Kees op kamp.

## Verhaal
Tobias en zijn beste vriend Sep zitten in groep 6 van de basisschool. Hun juf Sanne gaat met zwangerschapsverlof. Schoolhoofd Dreus kan geen bevoegde leraar vinden om in te vallen en laat daarom stagiair Kees Bruin (meester Kees, door de kinderen mees Kees genoemd) dit zelfstandig doen, waarbij ze af en toe komt kijken hoe het gaat. Kees blijkt vooral leuke dingen te willen doen in de klas, met de bedoeling om spelenderwijs les te geven. Dreus kan dat echter niet waarderen. Tobias wordt alleen door zijn moeder opgevoed, maar die ligt vooral depressief in bed. Kees biedt Tobias de afleiding van de problemen thuis en langzaam aan raakt Kees steeds beter bevriend met de klas.
Op schoolreis gaan ze naar het graanmuseum, maar dat is erg saai. Ze gaan er snel weg en besteden de overgebleven tijd in het nabijgelegen pretpark.
Tobias had geen toestemmingsbriefje van zijn moeder mee, waarna Kees dit heeft getekend. Dreus berispt Kees hiervoor en zegt dat hij leraar moet zijn, niet een vriend van de kinderen. Kees neemt dit ter harte en wordt ineens erg streng tegen de kinderen, wat ze erg jammer vinden. Hij gaat ook niet meer buiten de lessen om met Tobias en die moet voortaan ook zijn eigen brood mee naar school nemen. Al gauw komt Kees hierop terug. Onverwacht komt de onderwijsinspecteur langs, die een alternatieve gang van zaken in Kees' klas aantreft. Dreus denkt dat het nu helemaal mis is, maar de inspecteur is tevreden.

## Rolverdeling
- Mees Kees - Willem Voogd
- Juf Sanne - Vivienne van den Assem
- Dreus - Sanne Wallis de Vries
- Tobias - Felix Osinga
- Sep - Brent Thomassen
- Inspecteur - Peter Heerschop
- Marie Louise - Hannah Hoekstra
- Vader van Sep - Cas Jansen
- Buschauffeur - Fabian Jansen
- Moeder van Sep - Marieke de Kleine
- Moeder van Mees Kees - Raymonde de Kuyper
- Molenaar - Jeroen de Man
- Vader van Tobias - Frank van Roessel
- Moeder van Tobias - Mara van Vlijmen
- Hasna - Leah Dean
- Fred - Rémon van Dijk
- Lisa - Whitney Franker
- Rashida - Caitlyn Geerlings
- Tim - Rick Hakkaart
- Tom - Frenck Hakkaart
- Aukje - Britt van der Krogt
- Winston - Giorgio Sanches
- Wahed - Caros Barzengy
- Karim - Thijs van Bovene
- Koen - Mees van der Doe
- Lieke - Iris van der Drift
- Mirjam - Annika de Groot
- Merel - Guohong Roeleven
- Anna - Jill Romijn
- Manon - Sacha Wagemans

## Liedje
De soundtrack bevat het liedje Favoriete meester van album Hallo wereld - 33 van Kinderen voor kinderen.